# Họa sĩ gió
Họa sĩ gió hay Vườn hoa của gió (Hangul: 바람의 화원, Hanja: 바람의畫員, Romaja quốc ngữ: Baram-ui Hwawon) là một bộ phim truyền hình cổ trang Hàn Quốc 2008 với sự tham gia của diễn viên Moon Geun-young và Park Shin-yang. Dựa trên cuốn tiểu thuyết giả sử của Lee Jung-myung . Tại Việt Nam, phim từng được TVM Corp mua bản quyền và phát sóng trên kênh HTV3.

## Kịch bản
14 năm trước, năm Nhâm Ngọ, Tư Điệu thái tử bị vu khống có mưu đồ tạo phản. Lo lắng mình bị hại, Tư Điệu thái tử đã từng giết người hầu của mình, và tỏ ra có vấn đề về mặt tâm lý. Lợi dụng điểm này, phe phái Ngoại thích mà đứng đầu là Tả thừa tướng Wusang và Vương phi Trinh Thuần đã tìm cách sàm tấu với đức vua Anh Tổ xử tội con trai của mình. Nhà vua không trực tiếp tuyên chỉ nhưng thế lực Ngoại thích đã tìm mọi cách hại Tư Điệu thái tử điện hạ chịu hình phạt chết ngạt trong thùng gạo và bị phế vương hiệu.
4 năm sau, vì hối hận với những gì mình làm với con trai, vua Anh Tổ đã cho gọi hai họa viên của Đồ Họa Thư (Học viện mỹ thuật hoàng gia Triều Tiên thời đó) hạ mật chỉ vẽ lại Ngự chân dung cho con trai theo hình thức Dung họa (Vẽ theo miêu tả) để công nhận Đế hiệu cho con trai mình, như một người chính thức kế vị. Không may, phe Ngoại thích nắm được tin tức này. Họ đã triệu tập Đại hành thủ thương lái Kim Triệu Niên bí mật ám sát hai họa viên. Họa sư đại học sĩ Khang Thọ Hàn bị hạ độc vì màu vẽ còn cộng sự là họa viên Từ Tĩnh cùng vợ bị đâm chết. Con gái của họ mất tích. Chuyện này xảy ra năm Bính Thìn(1766).
Năm Đinh Dậu, 1776, con trai của Tư Điệu thái tử lên ngôi, lấy hiệu là Trang Tổ Ý. Nhà vua trẻ mong muốn cải cách nhưng trong nước có nhiều điều không thuận lợi về thời tiết cũng như chính trị. Vua quyết định đi cầu mưa mong thái bình thịnh trị. Nhân lúc đó, Vương phi Trinh Thuần giờ đã là Thái Hoàng thái hậu bí mật xuất cung gặp lại tình nhân năm xưa. Đó cũng nhằm ngày các họa học viên của Đồ Họa Thư đi vẽ xuân họa. Một học trò của Đồ Họa Thư là Shin Yun Bok (Thân Nhuận Phước) - con thứ của Ijie đại nhân (tương đương với hiệu phó) Shin Hangpyung đã tình cờ vẽ lại hình dáng của Thái Hoàng thái hậu. Phát hiện ra, bà ta vô cùng nổi giận và lo sợ bị bại lộ, bà ta đã cho tìm ngay học trò dám vẽ lại mình.
Đồ Họa Thư náo loạn vì không một thầy giáo nào có khả năng tìm được học trò đó, hơn nữa lại có lệnh của Thái Hoàng thái hậu sẽ trị tội người đứng đầu Đồ Họa Thư. Nhân lúc đó, nhà vua đã ra chiếu chỉ triệu tập một họa viên bị Đồ Họa Thư đày đi Mỹ Hằng Sơn từ 10 năm trước là Đàn Viên Kim Hoành Đạo trở về. Đàn Viên là một đại danh họa, cũng là bạn thân của Từ Tĩnh, một trong hai người bị sát hại 10 năm trước. Anh ta quyết tâm tìm ra kẻ sát hại bạn mình nên thế lực Ngoại thích rất lo sợ. Họ tìm mọi cách hãm hại Đàn Viên.
Về phần Đàn Viên, sự trở về lần này là cơ hội để tìm ra kẻ sát hại người bạn thân năm xưa và cũng là để làm nhiệm vụ do hoàng đế giao phó. Đàn Viên không khó khăn gì để nhận ra, Thân Nhuận Phước thực sự là một tài năng bẩm sinh với cách nhìn nhận cuộc sống táo bạo và sáng tạo hơn hẳn những gì bó buộc tư tưởng của họa sĩ ở Đồ Họa Thư. Đàn Viên tìm mọi cách bảo vệ học trò khỏi hình phạt bị phế tay, thậm chí không ngần ngại chịu lãnh kết quả xấu nhất. Kết cục cuối cùng của vụ lộn xộn này là: Shin Young Bok - đại huynh của Thân Nhuận Phước nhận tội thay cho tiểu đệ và bị đày đến xưởng chế tác màu và trang trí hoàng cung Đan Thanh Sở. Thân Nhuận Phước vì chuyện này mà chán nản, định từ bỏ niềm đam mê hội họa nhưng Đàn Viên đã tìm đủ mọi cách để lôi kéo Thân Nhuận Phước khỏi sự chán nản đó.
Thân Nhuận Phước đã định bỏ học nên bị cấm túc và có nguy cơ bị đuổi trong khi Đàn Viên cũng có nguy cơ phải trở lại Mỹ Hằng Sơn. Điều kiện đặt ra cho cả hai thầy trò nếu muốn ở lại Hanyang (Hán Dương) thì Thân Nhuận Phước phải đỗ để trở thành một họa viên thực sự chứ không còn là một học viên nữa. Điều này không phải dễ dàng vì thường thì chỉ lấy duy nhất một học viên đỗ đầu cho các kỳ thi. Hai thầy trò Kim Hoành Đạo - Thân Nhuận Phước đã vượt qua thử thách, bất chấp sự hãm hại đủ mọi cách của Biệt Đề đại nhân (tương đương với hiệu trưởng của Đồ Họa Thư). Thân Nhuận Phước chính thức trở thành họa viên ngay năm Đinh Dậu (1776) nhờ duy nhất một vị giám khảo chấm đỗ là hoàng đế.
Ngay sau đó, hai thầy trò Kim Hoành Đạo - Thân Nhuận Phước trở thành cánh tay phải đắc lực của vua Chính Tổ trong việc tìm hiểu xã hội và dân tình. Tai hại là những bức vẽ của Thân Nhuận Phước đã động chạm đến xã hội thượng lưu và một vài vị quan lại. Cả Đồ Họa Thư bị cải tạo lao động, phải làm việc rất nặng nhọc. Chính Tổ tức giận vô cùng, thêm mong muốn tập trung quyền lực tối cao nên đã ra lệnh thi tuyển Ngự chân họa sĩ vẽ Ngự chân dung. Tất cả thành viên của Đồ Họa Thư được trở về và chuẩn bị cho kỳ thi đó. Lại một lần nữa hai thầy trò Kim Hoành Đạo - Thân Nhuận Phước vượt qua thử thách và trở thành Ngự chân họa sĩ, mặc dù phe Ngoại thích lại giở trò hãm hại.
Trong quá trình vẽ Ngự chân dung, Kim Hoành Đạo nảy sinh thứ tình cảm đặc biệt với học trò không chỉ là tình thầy trò, bạn bè mà còn là tình yêu, mặc dù Đàn Viên Kim Hoành Đạo đã tìm mọi cách để phủ nhận. Không may, màu vẽ của họ bị huỷ vì những mưu toan của phe Ngoại thích. Anh trai của Thân Nhuận Phước tìm cách chế màu cho em nhưng vì tác dụng phụ của màu vẽ, anh bị nhiễm độc và gặp tai nạn trong lúc làm việc. Đau lòng vì cái chết của anh trai, Thân Nhuận Phước đã không thể kiềm chế được trong lúc các quần thần phản biện Ngự chân dung và đã xé bức tranh cao quý đó. Thân Nhuận Phước bị khép vào tội chết nhưng Kim Hoành Đạo đã tự mình phế tay để xin hoàng đế tha thứ. Thân Nhuận Phước thoát chết nhưng bị trục xuất khỏi Đồ Họa Thư.
Thời còn là học viên Đồ Hoạ Thư, Thân Nhuận Phước đã từng quen biết với một cầm kỹ nổi danh là Jeong Hyang. Nàng cầm kỹ vừa thông minh vừa xinh đẹp đó đã phải lòng tiểu họa công vì chàng là người hiểu tiếng đàn của nàng và tâm hồn nàng. Giữa họ đã nảy nở một tình cảm tri âm tri kỷ. Không ngờ ngày Thân Nhuận Phước đỗ đạt thành hoạ viên cũng là ngày Jeong Hyang bị chủ kỹ viện bán cho Đại hành thủ thương lái Kim Triệu Niên. Nàng đau khổ, ngậm đắng nuốt cay về phủ thương lái. Trong lúc chơi đàn cho bữa tiệc rượu của Đại hành thủ, nàng nghe tin Thân Nhuận Phước bị xử tội do xé Ngự chân dung, Jeong Hyang đã tìm mọi cách để cứu Thân Nhuận Phước, kể cả khôn khéo gợi ý cho Đại hành thủ - người yêu thích hội họa - để cứu người nàng yêu thương. Vì thế, ngay sau khi thoát chết, Thân Nhuận Phước bị cha bán cho Đại hành thủ thương lái là điều dễ hiểu. Ngay trước đó, Thân Nhuận Phước được Kim Hoành Đạo đề tặng họa danh Hyewon (Huệ Viên) đi cùng hoạ danh của Kim là Danwon (Đàn Viên)
Trong thời gian làm họa công tại xưởng họa tư thục của Đại hành thủ, Thân Nhuận Phước một lần nữa được hoàng đế triệu tập vào cung điện, tại đây Thân Nhuận Phước gặp lại Kim Hoành Đạo. Hai thầy trò nhận thánh chỉ của nhà vua đi tìm bức Ngự chân dung bị mất tích của Thái tử bị truất phế năm xưa. Trong quá trình tìm kiếm, Thân Nhuận Phước bất ngờ lộ ra thân phận là một cô nương, và bất ngờ hơn nữa, chính là con gái đã mất tích của Từ Tĩnh. Cho đến lúc đó, Kim Hoành Đạo mới khám phá ra, Ijie đại nhân Shin Hangpyong vì thấy cô bé Yun (tên thật của Thân Nhuận Phước) có tài năng về hội họa đã mồ côi nên đem về nuôi với ý định nhờ tài năng ấy làm rạng danh cho gia tộc. Đàn Viên, với tình cảm dành cho người bạn quá cố và tình yêu đối với Thân Nhuận Phước giờ là Yun, đã vô cùng giận dữ và đứng ra tuyên bố cắt đứt quan hệ giữa Thân Nhuận Phước và nhà họ Thân. Jeong Hyang cũng đã biết chuyện này và nàng đã rất đau khổ, chỉ mong tìm lại cái chết, nhưng khi bình tĩnh lại, nàng đã giữ mãi mối tình ấy trong trái tim mình vì thực sự Thân Nhuận Phước cũng yêu quý nàng và mãi mãi coi nàng như tri âm tri kỷ.
Sau đó không lâu, hai thầy trò Đàn Viên - Huệ Viên phát hiện ra Đại hành thủ Kim Triệu Niên là người đã sai sát thủ giết chết Họa sư đại học sĩ và Từ Tĩnh năm xưa. Huệ Viên đã vô cùng phẫn nộ vì bấy lâu cô đã phục vụ cho kẻ giết cha mình, cũng mong muốn trả thù. Vì những thái độ thách thức với Kim Triệu Niên, cộng thêm với những chi tiết mà Biệt đề cung cấp, Kim Triệu Niên nhanh chóng đoán ra Huệ Viên là một cô gái. Tên lái buôn cáo già định đẩy hai thầy trò Đàn Viên - Huệ Viên vào một cuộc đối họa tỉ thí nhằm huỷ hoại sự nghiệp và danh tiếng của cả hai. May mắn thay, Đàn Viên đã tìm được cách để phá hoại mưu kế này. Kim Triệu Niên trở nên khánh kiệt vì đã tổ chức cá cược cho cuộc tỉ thí.
Thua một cách đau đớn, hắn muốn trả thù Đàn Viên nhưng sau hắn còn kinh ngạc hơn khi biết Huệ Viên chính là con của nạn nhân hắn từng hại. Hắn gửi thư cho Thái hoàng thái hậu tiết lộ thân phận của Huệ Viên. Thái hoàng thái hậu lợi dụng điểm này định phủ nhận bức Ngự chân dung vẽ Tư Điệu thái tử và ngăn cản việc phong Đế hiệu. Tuy nhiên, đức vua Trang Tổ Ý vì quá mến tài họa công, lại thêm cần làm việc lớn nên đã tìm cách che mắt Thái Hoàng thái hậu, đồng thời tha tội khi quân cho Huệ Viên, có điều Huệ Viên không thể trở về Đồ Họa Thư được nữa mà phải mai danh ẩn tích suốt đời. Đàn Viên tình nguyện đi theo để bảo vệ học trò cũng là người mà Đàn Viên yêu thương nhất. Thật không may cho họ là Thái hoàng thái hậu đã một mực truy sát Đàn Viên đồng thời muốn minh chứng thân phận thật của Huệ Viên. Trong lúc hai thầy trò cùng đường bỗng nhận được thư khẩn của thương gia Kim Triệu Niên. Hắn ta đã bị tể tướng Wusang truy sát hòng bịt đầu mối trốn tội.
Huệ Viên rất lo sợ nên có ý nghĩ ra đi một mình để đảm bảo an toàn cho Đàn Viên. Đọc xong thư của Kim Triệu Niên giao cho, Đàn Viên nhận ra dây là bằng chứng chỉ ra những người trực tiếp trong phe Ngoại thích hãm hại Tư Điệu thái tử. Đàn Viên hẹn Huệ Viên tại căn nhà cũ của Từ Tĩnh, còn mình thì trực tiếp vào cung, dâng sớ cho Hoàng đế. Được sự bảo hộ của nhà vua, Đàn Viên cảm thấy yên tâm, nhưng đó cũng là lúc Đàn Viên nhớ lại những lời Huệ Viên nói như muốn từ biệt. Đàn Viên trở lại căn nhà trên đồi nhưng …. trống vắng, chỉ còn một bức Mỹ nhân họa được căng khung.
Huệ Viên ra đi trên một chiếc thuyền nhỏ, biến mất khỏi lịch sử.

## Phân vai
- Moon Geun-young vai Shin Yun-bok[7][8]
  - Kim Yoo-jung vai Yun-bok khi trẻ
- Park Shin-yang vai Kim Hong-do[9]
- Ryu Seung-ryong vai Kim Jo-nyun
- Bae Soo-bin vai Vua Jeongjo
- Moon Chae-won vai Jung-hyang
- Lee Joon vai Shin Young-bok
  - Lee Byung-joon vai Young-bok khi trẻ
- Park Hyuk-kwon vai Lee In-moon bạn của Kim Hong-do
- Im Ji-eun vai Nữ hoàng Jeongsun
- Jung In-gi vai Hong Guk-yeong
- Kim Eung-soo vai Jang Byuk-soo
- Ahn Suk-hwan vai Shin Han-yeong
- Park Jin-woo vai Jang Hyo-won
- Han Jung-soo vai Seo Jing
- Lee Mi-young vai Mok Kye-wol
- Yoon Joo-sang vai Kang Su-hang
- Lee Kyung-hwa vai Myeong vợ của Seo Jing
- Han Yeo-woon vai Jung-sook
- Yoon Bong-gil
- Ko Gyoo-pil vai hwawon
- Lee Sang-hee vai hwawon
- Son Hwa-ryeong vai gisaeng
- Min Joon-hyun vai eunuch
- Ha Dae-ro vai cadet
- Kim Won-seok
- Jang Moon-seok vai Dol-soi
- Choi Gwi-hwa
- Jo Dong-hee
- Kim Bo-mi vai Mak-nyun
- Jeon Jin-gi
- Im Ho vai Lee Myung-ki
- Yoo Yun-ji
- Jeong Yu-mi
- Choi Soo-han
- Tae Hwang

## Nhạc phim
| STT | Nhan đề                                                  | Thể hiện  | Thời lượng |
| --- | -------------------------------------------------------- | --------- | ---------- |
| 1.  | "Bài ca của gió"                                         | Jo Sungmo |            |
| 2.  | "Đường của ánh sáng"                                     | Young Ji  |            |
| 3.  | "Những giọt nước mắt"                                    | HowL      |            |
| 4.  | "Khát khao (Giấc mơ không thể...)"                       | Jo Sungmo |            |
| 5.  | "Vẫn nghĩ về bạn"                                        |           |            |
| 6.  | "Khát khao (Chủ đề tình yêu)"                            |           |            |
| 7.  | "Dohwaseo"                                               |           |            |
| 8.  | "Họa sĩ gió (Tựa đề)"                                    |           |            |
| 9.  | "Mực"                                                    |           |            |
| 10. | "Bí mật trong tranh"                                     |           |            |
| 11. | "Cười và khóc"                                           |           |            |
| 12. | "Tung thiên niên kỷ"                                     |           |            |
| 13. | "Cảnh thị đường phố"                                     |           |            |
| 14. | "Học sinh mặc màu xanh vào buổi sáng"                    |           |            |
| 15. | "Tình yêu ánh trăng"                                     |           |            |
| 16. | "Sóng dài"                                               |           |            |
| 17. | "Hổ rừng"                                                |           |            |
| 18. | "Tung thiên niên kỷ (Freestyle)"                         |           |            |
| 19. | "Đứa bé nhảy múa"                                        |           |            |
| 20. | "Học sinh mặc màu xanh vào buổi sáng (Hàn Quốc cổ điển)" |           |            |
| 21. | "Cạnh tranh của người lao động"                          |           |            |
| 22. | "Tuổi trẻ hưởng thụ thiên nhiên"                         |           |            |

## Đánh giá
| Ngày       | Tập        | Toàn quốc  | Seoul      |
| ---------- | ---------- | ---------- | ---------- |
| 24-9-2008  | 1          | 11.6% (8)  | 11.7% (8)  |
| 25-9-2008  | 2          | 12.6% (9)  | 12.8% (9)  |
| 1-10-2008  | 3          | 10.7% (11) | 10.6% (13) |
| 2-10-2008  | 4          | 11.7% (11) | 11.4% (10) |
| 8-10-2008  | 5          | 12.7% (9)  | 12.7% (8)  |
| 9-10-2008  | 6          | 12.1% (9)  | 11.7% (10) |
| 15-10-2008 | Đặc biệt   | 12.2% (8)  | 12.6% (7)  |
| 16-10-2008 | Đặc biệt   | 9.6% (15)  | 10.0% (11) |
| 22-10-2008 | 7          | 12.6% (8)  | 12.6% (8)  |
| 23-10-2008 | 8          | 16.1% (5)  | 15.8% (5)  |
| 29-10-2008 | 9          | 15.1% (5)  | 15.0% (5)  |
| 30-10-2008 | 10         | 15.0% (6)  | 15.2% (4)  |
| 5-11-2008  | 11         | 12.5% (8)  | 12.0% (7)  |
| 6-11-2008  | 12         | 15.0% (8)  | 15.0% (7)  |
| 12-11-2008 | 13         | 11.9% (9)  | 11.5% (10) |
| 13-11-2008 | 14         | 14.4% (8)  | 14.1% (8)  |
| 19-11-2008 | 15         | 12.9% (11) | 12.8% (10) |
| 20-11-2008 | 16         | 13.0% (10) | 12.1% (12) |
| 26-11-2008 | 17         | 13.7% (9)  | 13.8% (8)  |
| 27-11-2008 | 18         | 13.4% (10) | 12.7% (10) |
| 3-12-2008  | 19         | 12.7% (11) | 13.0% (9)  |
| 4-12-2008  | 20         | 14.7% (9)  | 15.2% (8)  |
| Trung bình | Trung bình | 13.2%      | 13.1%      |

Nguồn: TNS Media Korea

## Giải thưởng và đề cử
| Năm  | Giải                                            | Thể loại                                             | Người nhận                       | Kết quả   |
| ---- | ----------------------------------------------- | ---------------------------------------------------- | -------------------------------- | --------- |
| 2008 | Giải thưởng Grimae lần 21                       | Nữ diễn viên xuất sắc nhất                           | Moon Geun-young                  | Đoạt giải |
| 2008 | Giải thưởng Văn hóa và Giải trí Hàn Quốc lần 16 | Nữ diễn viên mới xuất sắc nhất (TV)                  | Moon Chae-won                    | Đoạt giải |
| 2008 | Giải thưởng Điện ảnh SBS                        | Giải thưởng lớn Daesang                              | Moon Geun-young                  | Đoạt giải |
| 2008 | Giải thưởng Điện ảnh SBS                        | Giải thưởng Top nam diễn viên xuất sắc               | Park Shin-yang                   | Đề cử     |
| 2008 | Giải thưởng Điện ảnh SBS                        | Giải thưởng top nữ diễn viên xuất sắc                | Moon Geun-young                  | Đề cử     |
| 2008 | Giải thưởng Điện ảnh SBS                        | Diễn viên phụ xuất sắc nhất SP                       | Ryu Seung-ryong                  | Đề cử     |
| 2008 | Giải thưởng Điện ảnh SBS                        | Top 10 ngôi sao                                      | Moon Geun-young                  | Đoạt giải |
| 2008 | Giải thưởng Điện ảnh SBS                        | Giải thưởng ngôi sao mới                             | Moon Chae-won                    | Đoạt giải |
| 2008 | Giải thưởng Điện ảnh SBS                        | Giải thưởng ngôi sao mới                             | Bae Soo-bin                      | Đoạt giải |
| 2008 | Giải thưởng Điện ảnh SBS                        | Nữ diễn viên trẻ xuất sắc nhất                       | Kim Yoo-jung                     | Đoạt giải |
| 2008 | Giải thưởng Điện ảnh SBS                        | Giải thưởng cặp đôi xuất sắc nhất                    | Moon Geun-young và Moon Chae-won | Đoạt giải |
| 2009 | Giải thưởng Nghệ thuật Baeksang lần 45          | Bộ phim truyền hình hay nhất                         | Họa sĩ gió                       | Đề cử     |
| 2009 | Giải thưởng Nghệ thuật Baeksang lần 45          | Nữ diễn viên xuất sắc nhất (TV)                      | Moon Geun-young                  | Đoạt giải |
| 2009 | Giải thưởng Nghệ thuật Baeksang lần 45          | Nữ diễn viên mới xuất sắc nhất (TV)                  | Moon Chae-won                    | Đề cử     |
| 2009 | Giải thưởng Nghệ thuật Baeksang lần 45          | Nữ diễn viên phổ biến nhất (TV)                      | Moon Geun-young                  | Đề cử     |
| 2009 | Giải thưởng Điện ảnh Hàn Quốc lần 4             | Mini-series xuất sắc nhất                            | Họa sĩ gió                       | Đề cử     |
| 2009 | Giải thưởng Điện ảnh Hàn Quốc lần 4             | Nữ diễn viên xuất sắc nhất                           | Moon Geun-young                  | Đề cử     |
| 2009 | Giải thưởng Điện ảnh Hàn Quốc lần 4             | Nữ diễn viên phổ biến nhất                           | Moon Geun-young                  | Đoạt giải |
| 2010 | Liên hoan phim quốc tế WorldFest-Houston lần 43 | Giải thưởng bạc SRemi                                | Họa sĩ gió                       | Đoạt giải |
| 2010 | Liên hoan phim truyền hình Thượng Hải lần 16    | Giải thưởng đặc biệt chương trình truyền hình Châu Á | Họa sĩ gió                       | Đoạt giải |